# Phaeacius malayensis
Phaeacius malayensis är en spindelart som beskrevs av Fred R. Wanless 1981. Phaeacius malayensis ingår i släktet Phaeacius och familjen hoppspindlar. Inga underarter finns listade i Catalogue of Life.